# Mary Therese Kalin
Mary Therese Kalin-Arroyo (M T K Arroyo) (1944), también conocida como Mary T. Kalin Hurley, es una bióloga neozelandesa, ganadora del Premio Nacional de Ciencias Naturales de Chile 2010.

## Biografía
Kalin es doctorada en botánica de la Universidad de California, Berkeley.
Luego de vivir en Estados Unidos y Venezuela, llegó a Chile en 1978, junto a su esposo Manuel Arroyo, de quien adopta su apellido que utiliza diariamente. Es la directora del Instituto de Ecología y Biodiversidad, de la Universidad de Chile, en Santiago. Su interés científico se centra en la conservación de la biodiversidad de los ecosistemas mediterráneos y bosques templados de Sudamérica.
Es asociada extranjera de la National Academy of Sciences de Estados Unidos, miembro de la Academia Chilena de Ciencias, miembro honorario de la Royal Society of New Zealand y miembro (fellow) de la Sociedad Linneana de Londres. Obtuvo la medalla presidencial de la Universidad de Chile, condecoración Amanda Labarca, el premio BBVA en Biología de la Conservación y el Volvo Environment Prize.
En 2004 recibió el Premio Tyler a nombre de la Red Latinoamericana de Botánica.
En 2022 se aprobó y promulgó la ley Nº 21.501, que le otorgó la nacionalidad chilena por gracia.

## Obra
- m.t.k. Arroyo, rodolfo Dirzo, juan c. Castilla z., cejas rodrigues Cejas, carlos a. Joly. 2010. Biodiversity in Latin America and the Caribbean: An Assessment of Knowledge, Research Scope, and Priority Areas. Vol. 1 de Science for a better life. Editor ICSU-LAC, 231 pp. ISBN 0930357744

- --------------------, o. Matthei, m. Muñoz-Schick, j.j. Armesto, p. Pliscoff, f. Pérez & c. Marticorena. 2005. Flora de cuatro reservas nacionales en la Cordillera de la Costa, 35º-36ºS, VII Región, Chile y su papel en la protección de la biodiversidad regional. En (C. Smith & J.J. Armesto & C. Valdovinos, eds.) "Historia, Biodiversidad y Ecología de los Bosques Costeros de Chile", pp. 225-235 (enlace roto disponible en Internet Archive; véase el historial, la primera versión y la última).. Editorial Universitaria, Santiago

- --------------------, m. Mihoc, p. Pliscoff. 2005. The Magellanic moorland. En: L. Fraser & P. Keddy, eds. "The World's Largest Wetlands", pp. 424-445. Cambridge Univ. Press ISBN 0-521-83404-X

- --------------------. 1996. Toward an ecologically sustainable forestry project: concepts, analysis, and recommendations : protecting biodiversity and ecosystem processes in the Río Cóndor Project, Tierra del Fuego. Editor Univ. de Chile, Dto. de Investigación y Desarrollo, 253 pp. ISBN 9561902346

- --------------------. 1988. Towards the Establishment of a Latin American Plant Sciences Network: Report on Meeting Held at the Instituto de Botânica de São Paulo, Brazil, 30 January-3 February, 1988 : Presented to the Jessie Smith Noyes Foundation, New York, USA. 206 pp.

## Taxones
- Acosmium cardenasii H.S.Irwin & Arroyo
- Gentianella gilliesii (Gilg) Martic. & Arroyo
- Chaetanthera acheno-hirsuta Arroyo & al.[4]
- Werdermannia mendocina Boelcke & Arroyo

- La abreviatura «Arroyo» se emplea para indicar a Mary Therese Kalin como autoridad en la descripción y clasificación científica de los vegetales.[5]